# 柳沢あやの
柳沢 あやの（やなぎさわ あやの、4月5日 - ）は、日本の女性アイドルである。女性アイドルグループ・グーグールルの元メンバー。現在はソロプロジェクト・CLOCK & BOTAN（クロック・アンド・ボタン、通称クロタン）と、藤城アンナ、ようなぴとのトリオ・へっぽこーずで活動中。神奈川県出身。AqbiRec所属。

## 人物像
2016年末に活動を終えた日本の女性アイドルグループ BELLRING少女ハート（柳沢卒業後、There There Theresに改名、2019年2月解散）の元メンバー。

## 経歴・エピソード
- 2010年8月、「あいらぼ」結成。
- 2012年1月、あいらぼメンバーより今村美咲、嶋田あさひ、星野茜、望月里恵とともに「Smile☆Pocket」として活動[2]。
- 2012年12月、各アイドルグループの選抜メンバーによるユニット・ALLOVERに加入。
- 2013年9月21日、BELLRING少女ハートに加入[3][4]。
- 2013年11月28日、ALLOVER卒業[5]。
- 2016年4月7日、仮眠玲菜（現レーレ）とパーソナリティを務める「ボクらのウエンズデイ」（Fm yokohama）放送開始（ - 12月29日）。
- 2016年12月31日、BELLRING少女ハート卒業[6]。
- 2017年4月2日より、CLOCK & BOTANとしてソロ活動を開始[7]。
- 2017年10月6日、藤城アンナ（元BELLRING少女ハート、結成当時はCY8ER）とアコースティック・ユニット『へっぽこーず』を結成。CLOCK & BOTANと並行して活動。
- 2017年12月31日、CLOCK & BOTANとは別に新しいダンスグループを結成して春から始動する事を発表。
- 2018年2月14日、新グループの名称が「グーグールル」(略称：ぐーるる)である事を発表。
- 2018年4月8日、グーグールルLIVEデビュー
- 2019年12月12日、2020年12月にグーグールルを卒業しアイドルを引退する事を発表
- 2020年12月20日　ギュウ農フェスPresents グーグールル柳沢あやの卒業公演「AYN」＠東京キネマ倶楽部にてグーグールルを卒業し、10年4ヶ月のアイドル活動を終了

## 作品
※ ソロ名義作品のみ

### シングル
| # | 発売日         | タイトル   | 収録曲                                |
| - | -------------- | ---------- | ------------------------------------- |
| 1 | 2017年04月26日 | グルーミィ | 1. グルーミィ 2. トウィンクル         |
| 2 | 2018年 1月27日 | リフレイン | 1. リフレイン 2. go to blues by train |

## 主なライブ活動

### 2017年
- 2月2日　新宿Naked loftにて初のソロLIVE『あーやんのすまいるピピピ』開催。この時はまだCLOCK & BOTANではなく柳沢あやのソロ名義。以降隔月の定期公演になる。この回のみゲストは三富栄治(ギター)
- 4月2日　アイドル甲子園SPRING FESTIVAL 2017@新木場STUDIO COASTにてCLOCK & BOTANライブデビュー。披露曲はグルーミィ、asthma(アコースティックVer.)、トゥインクル。
- 4月3日　アイドル甲子園 in 渋谷＠渋谷WWWにて、在籍していたBELLRING少女ハートの「アイスクリーム」「ROOM24-7」を初披露
- 4月8日　第十三回 甘噛みモーニングコール＠渋谷LOFT9にて「いんざれいん、いんざだあく」「夏のアッチェレランド」、そして後藤まりこのカヴァー曲「スナメリ」初披露
- 4月9日　メグロSICK@目黒鹿鳴館にて「D.S.P～だいすぴッ～」初披露。誕生日のお祝い。
- 4月15日　あんナイトVol.7＠新宿LOFTにて、客にマイクを持たせてパフォーマンス
- 4月16日　Upstairs down Vol.1＠渋谷WWWXにて「Beady riot」「D.S.P～だいすぴッ～(アコーステッィクVer.)」初披露。最後にゆるめるモ！とゼアゼア+あーやん+ヨネコのコラボでナイトハイキングとthe edge of goodbye披露
- 4月17日　里咲りさが9.22 zepp Divercityワンマンを埋めるためにパイセン達にいろいろ聞いてみよう会議＠渋谷LOFT9に飛び入り参加
- 4月18日　ギュウ農フェス春のSP 選考会～争奪戦～@渋谷Milkywayにてギターなし+ベルハー衣装(羽根なし)で激憤のパフォーマンス
- 4月21日　新宿Naked loftにて定期ワンマンライブ『あーやんのすまいるピピピ』第2回目開催
- 4月29日　Upstairs Down Vol.2＠下北沢GARDENにてクロタン3度目のrainy dance。しかし5月6日にThere There Theresがrainy danceを初披露してからは封印
- 5月4日　ギュウ農フェス春のSP＠新木場STUDIO COASTテントステージにて、客にマイクと譜面を持たせてのパフォーマンス初披露
- 5月6日　武道館アイドル博2017 第1部@日本武道館にて、インタビュー持ち時間40秒でチュートリアル福田にマイクを2本持たせてグルーミィを弾き語り。マイクを通して日本武道館で歌う事に成功。さらにその後にアコースティックFull Ver.初披露
- 5月7日　ALLOVER結成5周年記念公演＠新宿Zirco Tokyoにてクロタンの他にALLOVER LEGENDとして参加
- 5月13日　IDOL CONTENT EXPO＠新宿BLAZEにてThere There Theresとasthma〜the Edge of Goodbyeをコラボ
- 5月17日　渋谷クロスFM 『KOTOのスイスイ水曜日』にCLOCK & BOTANとして初のラジオ出演
- 5月21日　白井萌花ラスト生誕祭＠渋谷Gladにて白井萌花(TOKYO喫茶)とSmile☆Pocket時代の曲「純情ロマンス」をコラボ
- 5月23日　週刊朝日グラビア『地下アイドルの生態〜知られざる貌(かお)に完全密着24時』にカラー3ページ掲載
- 5月31日　YouTubeにてMV『グルーミィ』公開。作詞：空五倍子　作・編曲：三富 栄治 Mix：慎 秀範。MV演出・撮影・編集：二宮ユーキ
- 6月2〜3日　There There Theresの札幌遠征(北大祭SPECIAL NIGHT STAGE/フルーティー× There There Theres 2マン@札幌Space Art Studio)にサポートメンバーとして参加。脱退した一条さえきのパートを担当。ベルハー以来再びセーラー服と黒い羽根を纏った。急遽参加が決まり短期間でLIVE2回分の歌と振りを1から覚えなければならず、ベルハー曲も立ち位置が違うので相当過酷なレッスンだったが見事乗り切って代役を務めた
- 6月19日　CLOCK&BOTAN×里咲りさツーマン!!＠新宿LOFT BARにてクロタンでのStarlight Sorrow初披露。CLOCK&BOTANと里咲りさで、里咲りさ作曲のコラボ曲を出す予定があると発表
- 6月26日　新宿Naked loftにて定期ワンマンライブ『あーやんのすまいるピピピ』第3回目開催。3曲目のオリジナル曲『Go to blues by train』初披露
- 7月9日　アイドル横丁＠横丁４番地にて、いつも通り裸足で登場するも灼熱の太陽に熱せられた黒いステージのあまりの熱さに飛び跳ねながら歌うが我慢できず、客の靴を投げ入れてもらいライブを続行する。その後も譜面が風で台から落ちるなどのハプニングあり。七夕の短冊に書いた夢は『ニューヨークに行きたい』
- 7月14日　クロタンのスナックしろくまピピピ！～柳沢あやの・はじめての1日店長～開催。浴衣で接客の他、サーカス＆恋愛相談(カラオケ)や弾き語りを披露。
- 7月15日　Aqbi DIG 01＠目黒鹿鳴館で泣きながら登場し、最後まで泣いたままでライブを終えた。イベントの最後に出演者全員でc.a.n.d.y. / the Edge of Goodbyeをコラボ
- 7月23日　Aqbi DIG 02＠下北沢GARDENにてゼアゼアの平澤芽衣の私服を借りてのパフォーマンス。途中機材トラブルになるもRoom24-7のアカペラ＆ダンスのアドリブで場をつなぐ。イベント最後はthe Edge of Goodbyeをコラボ
- 7月30日　new encounters vol.42＠渋谷milkywayにてアイドル活動7周年のお祝い
- 8月2日　Beat Happening！SUMMER POP PANIC！＠渋谷LUSHにてバンド系イベント初出演
- 8月14日　ちろフェス2017 はるちろ生誕祭＠新宿zicro tokyoにて、はるちろ(ウクレレ)+ゆり丸(ギター)+柳沢あやの(タンバリン)でゆずの夏色をカバー
- 8月16日　KOTOのスイスイ水曜日＠表参道NOSE art garageにてヘッドフォンLIVEを行う
- 8月25日　新宿Naked loftにて定期ワンマンライブ『あーやんのすまいるピピピ』第4回目開催
- 9月9日　Eul Vol.45＠新宿SAMURAIにて再び客にマイクと譜面を持たせてライブを行う
- 9月10日　4月2日デビュー以来の新木場STUDIO COASTメインステージとなったアイドル甲子園SUMMER FESTIVAL 2017にてレーザー光線飛び交う中、トゥインクルを熱唱
- 9月16日　あんなナイトVol.2～あんナイト番外編～にてトゥインクルのアコースティックVer.初披露。この日以降ダンスVer.は封印。藤城アンナと夏のアッチェレランド、UNDO、夢の中へをコラボ。これが後にへっぽこーずになる
- 9月17〜18日　クロタン初遠征＆初大阪公演。18日のエクストロメFEST 2017.9＠心斎橋サンホールでThere There Theresとasthmaをコラボ
- 9月24日　KOTO生誕祭＠渋谷Gladにて結婚式二次会用のパーティードレスでパフォーマンス。KOTOと夏のアッチェレランドをコラボ。
- 10月6日　ストロボダンス＠目黒鹿鳴館で藤城アンナとのコラボの途中でへっぽこーず結成を発表。今後は月一ペースでカバー曲中心の活動予定。イベントの最後にBELLRING少女ハートの元メンバー5人＜柳沢あやの、カイ、甘楽(ヨネコ)、仮眠玲菜(有坂玲菜)、藤城アンナ＞で夏のアッチェレランド、asthmaをコラボ。CLOCK & BOTANデビュー半年のお祝い。
- 10月22日　あんナイトVol.9～歌舞伎町ハロウィンパーティー～＠新宿LOFTにて結成宣言後初LIVE＆初サーキット。CLOCK & BOTANは新宿Marbleにてヘソ出し熊のコスプレでパフォーマンス
- 10月29日　新宿Naked loftにて定期ワンマンライブ『あーやんのすまいるピピピ・おーたむ』開催。クロタンでの鉄の街、チャッピー初披露。4曲目のオリジナル曲『リフレイン』初披露
- 10月31日　SHIBUYAアルティメットハロウィン＠nobにて半年振りにrainy dance復活
- 12月２〜３日　二度目の大阪遠征。 2日エクストロメFEST 2017.12@心斎橋サンホールではベルハー時代を彷彿させる柵に上がってのグルーミィ、3日AqbiRecインストアイベント＠タワレコ梅田NU茶屋町店ではマイク不良からのアドリブで生歌＆アコギのグルーミィを披露
- 12月9日　へっぽこーずしろくま＠スナックしろくま開催
- 12月10日　舞台タタカッテシネ第4.5回公演『燈火の中、貴方を想ふ』＠中野HOPEに野菜泥棒役で1公演のみのゲスト出演
- 12月31日　AQBI DIG 04@渋谷O-nestにてクロタンとは別に新しいダンスグループを結成して春から活動する事を発表。深夜から初のへっぽこーず主催イベント『へっぽこーずのカウントダウンSPナイト〜歌は世につれ世は歌につれ〜』開催。Aqbirec所属アイドルをゲストに年越しLIVEを行った

### 2018年
- 1月4日　「しらいちゃん(元じゅじゅ)が、あーやんの新グループに入るらしい」というツイートが拡散されたが、しらいちゃん本人が否定
- 1月7日　新宿Naked Loftにて「すまいるピピピ・にゅーいやー」開催。レトロな和服姿で餅つきとLIVEを披露。或いはドライブミュージックのアコースティックVer.を収録したCD-Rを会場限定で発売
- 1月21日　大阪天満宮にてクロタン初の単独オフ会「あーやん巫女と初詣オフ会」を開催。ちなみにあーやんが引いたおみくじは凶
- 1月27日　2ndシングル『リフレイン』発売。リフレインとgo to blues by trainの2曲収録
- 2月3日　金子山のワイワイ展示会＠白金高輪ボヘミアンホテルにてクロタン初の全曲マイク無しアコースティックLIVE開催。ラスト2曲は屋上に上がり、隣のビルに映し出された写真をバックに演奏した
- 2月8日　ヨネコ卒業直前企画・OKOME RAVE＠渋谷O-nestにてヨネコ(MIGMA SHELTER)と、かつて一緒に活動していたBELLRING少女ハートの曲「憂鬱のグロリア」と「チャッピー」をコラボ
- 2月14日　柳沢あやの新グループ結成記念・メンバーお披露目バレンタイン@新宿Naked loftにて、新グループの名称「グーグールル」(略称：ぐーるる)とメンバーがお披露目された。メンバーは5人。柳沢あやの(元・BELLRING少女ハート／赤担当／リーダー)、るの(元・校庭カメラガールツヴァイ、元・O’CHAWANZ／ピンク担当／旧名・ののるる れめる)、 八屋ほのか(元・Living Dead I Dolls／黄担当)、 杏奈(元・偶想Drop／緑担当)がこの日お披露目され、残り1人は後日発表。4月から活動予定。締めゼリフは『毎日ヒロイン、おなかはペコリン、グーグールルでした！』(暫定)
- ２月18日　CLOCK & BOTAN、new encounters vol.80@渋谷Milkywayから特典会終了後の撮影タイム開始
- 3月7日　グーグールル渋谷ビラ配りにて５人目の遠藤遥(元・ナト☆カン、メリアブーケ／スカイブルー担当)が発表される。他に、るのは朝比奈るの、杏奈は瀬戸杏奈と苗字が発表された
- 3月16日　CLOCK & BOTAN、OTOTOYとiTunes Storeにて楽曲配信開始。LINE MUSICやSpotify等でも聞けるようになった
- 3月17日　沖本蒼奈生誕祭 マボカレじゃNight！vol.7〜19才でもあおやんは最年少じゃNight!〜＠新宿SAMURAIにて、沖本蒼奈(マボロシ可憐GeNE)と「asthma」「 夏のアッチェレランド」をコラボ。asthmaではクロタン初のサークルが発生した
- 3月27日　公式Twitterにて4月8日(日)夕方にグーグールルのお披露目LIVEを行う事を発表。翌日、そのLIVEイベントが「ギュウ農フェス春のSP＠新木場スタジオコースト」である事が発表された
- 4月2日　クロタン１歳の誕生日(CLOCK & BOTANでソロデビュー１周年)
- 4月4日　誕生日前日に藤城アンナプロデュース・あやのちゃんお誕生日会＠新宿パペラ開催。へっぽこーず初のオリジナル曲(作詞：藤城アンナ、作曲：井出和幸)が初披露されたがタイトルは未定。タイトルは一般から公募する事に。(後日タイトルが『あまこもり』に決定)。イベント終了後、LINE LIVEにて誕生日カウントダウン生配信が行われた。
- 4月7日　あーやんの生誕ピピピ・クロタン１才おめでとう！@渋谷eggman開催。Kiroroのカヴァー「生きてこそ」を初披露。一花寿(元・ゆるめるモ！、元・Hauptharmonie)と白いセーラー服姿で「c.a.n.d.y」「夏のアッチェレランド」をコラボ。
- 4月8日　 ギュウ農フェス春のSP2018＠新木場studio coastにてグーグールルLIVEデビュー。「Caution!」「Is This Love?」を披露。作詞：空五倍子、作曲/編曲は福井シンリ、振付は西田一生。キャッチコピーは『あなたもグー！私もグー！みんなでグー！グーグールルです！』
- 4月14〜15日　グーグールル大阪初遠征。14日のIDOL ROCK THE FINAL!@心斎橋SUN HALLでは主催者側の間違いにより持ち曲２曲しかないのに30分もらえた為、あーやんが在籍していたBELLRING少女ハートの曲「夏のアッチェレランド」「shout!!!」、はるちろが在籍していたナト⭐︎カンの曲「ナントカカントカ」「メルト」をカヴァーした。15日のYAMI-NABE Vol.6＠大阪loft plusone westでは新しい自己紹介＜スマイリーレッド担当＞＜インザスカイブルー担当＞＜みつばちイエロー担当＞＜うるさいピンク担当＞＜もぐもぐグリーン担当＞を初披露。さらにCaution!!の間奏で「O.S.A.K.A〜大阪！」と人文字を披露。これが恒例のCaution!!人文字の始まり。
- 4月17日　CLOCK & BOTAN沖縄初遠征。RYUKYU IDOL定期ライブ@沖縄G-shelterにて、まいちゆう(RYUKYU IDOL)と「夏のアッチェレランド」「rainy dance」をコラボ。
- 4月18日　沖縄オフ会『紅型衣装で食べ歩き撮影会＆チェキ会』と『砂浜ミニライヴ＆チェキ会』開催。琉装衣装を着たあーやんがチェキ会をしていた目の前で信号待ちの車に後続車がぶつかる追突事故が起きた。砂浜ミニライヴではへっぽこーずのレパートリー「いかれたBaby」の弾き語りも披露。
- 4月27日　グーグールル、奇々怪々vol.28@目黒鹿鳴館にてBELLRING少女ハートのカヴァー「starlight sorrow」初披露
- 5月4日　グーグールル、ぶっ壊れRe:論‰主催公演「クライマックスという名の饗宴」@渋谷star loungeにて3曲目のオリジナル曲「survive」初披露。作曲：赤松憲　振付：ナンシー(國武成美、元・ALLOVER)
- 5月6日　new encounters vol.97@渋谷Milkywayにてクロタン+グールル初の持ち時間40分。しかもいつもはクロタン→ぐーるるの出番が今回ぐーるる→クロタン。さらにラストのリフレインではグールルメンバーが次々とタンバリン芸を披露。最後は全員で踊って大いに盛り上がった
- 5月19日　NGIiS vol.26@新宿club scienceからCLOCK & BOTANとグーグールルの兼用チェキカードが使用開始
- 5月21日　グーグールル、CULTURAL DiVERSiTY@恵比寿CreAtoにて4曲目のオリジナル曲「ジュビリー」初披露。振付は西田一生。作曲/編曲は福井シンリ。
- 5月27日　こどもの国にてグーグールル1stオフ会「BBQ48」開催
- 5月28日　グーグールル全員でディズニーランド。あーやんはメンバーから誕生日プレゼントでもらったチケットを使用。その時撮ったチェキは後日物販で販売された。あーやん曰く「幸せおすそわけ」。
- 6月1日　グーグールル、奇々怪々vol.30 @目黒鹿鳴館にて公式初グッズとなるラグランTシャツ販売開始
- 6月3日　事務所主催イベントAQBI DIG 05＠新宿LOFTにグーグールル初出場。CLOCK & BOTANは観に来ていた母親にサプライズでkiroroのカヴァー曲「生きてこそ」を弾き語りで贈った
- 6月4日　グーグールルブログ『ぐるぐるぐーるる』、あーやんから連載開始。月曜担当：柳沢あやの、火曜：遠藤遥、水曜：八屋ほのか、木曜：朝比奈るの、金曜：瀬戸杏奈。あーやんのブログのタイトルは『あーやんピピピ！【＊すまいるのもと送信中… 】』で、記念すべき初ブログは「100問自己紹介」

- 6月10日　あーやん、昼の渋谷無糖＠渋谷O-nestではCLOCK & BOTANとグーグールル、夜のJaccaPoP presents KUJIRA vol.7@渋谷LOUNGE NEOではへっぽこーず、と1日で３つの異なる形態でLIVEパフォーマンス。渋谷無糖は朝比奈るの(るのちー)の生誕祭も兼ね、CLOCK & BOTANのリフレインでるのちーがタンバリン芸(実際はタンバリン使わず)で出演した。ぐーるるは初のアンコール(曲はジュビリー)。へっぽこーずは初の45分長尺セトリでルージュの伝言を初カヴァー。
- 6月16日　CLOCK & BOTAN、アマリ生誕「アマリ☆パーティ65」@新宿LOFTを体調不良で欠席
- 6月20日　別冊IDOL FILE BIKINIの発売日情報が解禁になり、あーやんのビキニ写真も公開。あーやんの“Eカップになった”発言にファン騒然。
- 6月21日　へっぽこーず、｢アンナのへっぽこお誕生日｣＠渋谷TSUTAYA O-nestにて柳沢あやの作詞のオリジナル曲を初披露。タイトルは未定。作曲：井出和幸。あーやん、人生初の作詞曲。(後日タイトルが『おかえり』に決定)
- 6月24日　CLOCK & BOTAN、Bohemian Hotel Summit 2日目＠白金高輪ボヘミアンホテルにて今年2月以来の全曲弾き語りLIVE開催
- 6月29日　写真集『別冊IDOL FILE BIKINI 2018』(シンコーミュージック・エンタテイメント刊)にてビキニ姿を披露
- 6月30日　同じ事務所のMIGMA SHELTERからコマチがグーグールルに移籍する事が発表された。8月中旬からライブに参加予定
- 7月7日　ぐーるるゲーム部(柳沢あやの＆八屋ほのか)の「まったりゲーム配信」がYouTubeチャンネルで配信開始。第一回目のゲームは「Doki Doki Literature Club」と「ULTIMATE CHICKEN HORSE」。
- 7月13日　ぐーるるゲーム部第2回目をツイキャスで配信
- 7月26日　あーやん、RadioBerry(FM栃木)『ギュウゾウとPinokkoの雷ヘッドライナー』にTHERE THERE THERESのカイとゲスト出演。CLOCK & BOTAN「リフレイン」がラジオ初オンエア。
- 8月3日　へっぽこーず、３番目のオリジナル曲初披露。作詞作曲：井出和幸。(後日タイトルが「きっと気づいた」に決定)。柳沢あやの、なの小夕子全国流通第三弾「結婚」披露宴＆芸歴10周年祭＠四谷アウトブレイクにて芸能生活８周年のお祝い
- 8月5日　グーグールル、コマチ加入の新体制デビューが8月19日のPERFECT MUSIC presents PERFECTION vol.2＠新宿BLAZEに決定
- 8月12日　グーグールル、KOTOちゃんプレゼンツ『真夏の下北沢』 ＠下北沢SHELTERにて５人体制ラストの30分LIVEで初のほぼ持ち曲全て(７曲)ノンストップパフォーマンスを達成
- ８月15日　CLOCK & BOTAN、ちろフェス2018〜25th Haruchiro  Celebration〜第1部＠六本木morth-tokyoにて遠藤遥(ウクレレ演奏)とグルーミィをコラボ。グーグールル、ちろフェス2018〜25th Haruchiro  Celebration〜第2部＠六本木morth-tokyoにて５人体制ラストLIVE。最後にやったのは意外にも5月4日以来のナントカカントカ(コラボコーナーにて披露)。さらに去年のちろフェスのリベンジで再度遠藤遥(ウクレレ)と平野友里(ギター)と柳沢あやの(タンバリン)でゆずの夏色をコラボ。
- 8月19日　グーグールル、PERFECT MUSIC presents PERFECTION vol.2@新宿BLAZEにて、コマチ改め藤宮コマチを新メンバーに迎えての初の６人体制LIVE。衣装もリニューアル。５つ目のオリジナル曲『GET DOWN』初披露。作詞：空五倍子　作・編曲：さいとうりょうじ　ミックスマスタリング：tuko  振付：ナンシー。そして初の音源『caution!!(6人Ver.)』のCD-Rを150枚限定で販売。
- 9月8日　サワソニ34CAMP@柏しょうなんゆめファームにてグーグールル初の野外LIVE。ベルハー以来の毒霧(水噴き)復活。その夜のアフターパーティーBBQにて、あーやんが突発的に「いかれたBaby」「或いはドライブミュージック」「生きてこそ」「グルーミィ」の弾き語りをした
- 9月15日　グーグールル、AQBI DIG 06@新宿BLAZEにて6曲目のオリジナル曲『Picked』初披露。作詞：kiara yui  作曲：ken akamatsu　振付：西田一生。あーやんが歌詞のモデル[8]。
- 9月28日　グーグールル、12月24日(月祝)新宿MARZにて初のワンマンLIVE『聖なるぐるぐるPARTY』を開催する事を発表
- 9月29日　Top Yell NEO 2018 AUTUMN(竹書房発行)にCLOCK & BOTANとグーグールルのインタビュー記事掲載。ゼアテンコるる＠目黒鹿鳴館にてThere There Theresとテンテンコとグーグールルでベルハー曲「the Edge of Goodbye」をコラボ。キャッチコピーが『あなたもグー！私もグー！みんなでグー！毎日パー↑ティー↑！グーグールルです！』に変更
- 10月5日　へっぽこーず、藤城アンナが高熱の為に奇々怪々 Vol.54＠目黒鹿鳴館のLIVEを欠席(後に風疹と判明)。あーやんが一人でパフォーマンス。
- 10月6日　へっぽこーず結成１周年
- 10月7日　グーグールル、12月24日(月祝)新宿MARZの初ワンマンLIVE『聖なるぐるぐるPARTY』のプレミアムチケットを発売するも数秒で完売。
- 10月8日　グーグールル、CCC Vol.３＠渋谷WOMBにてデビュー半年記念日のお祝い
- 10月14日　グーグールル、AQBI DIG in SENDAI@仙台MACANAにて７番目のオリジナル曲『妹の恋人』初披露。作詞：空五倍子、作曲／編曲：福井シンリ、振付：西田一生
- 10月27日　グーグールル、DDD~Discovery iDol Depot~@白金高輪SELENE b2にて魔女のコスプレでパフォーマンス。そして1stシングル「Caution!!」リリース決定発表。11/7にiTunes、Apple Music、Spotifyで先行配信。 CD全国流通と高音質ハイレゾ配信は11/21。さらに「Caution!!」のMVも公開(監督：平井侑馬)
- 11月2日　グーグールル、初の主催LIVE「Lotus 01」を目黒鹿鳴館で開催
- 11月7日　グーグールル、iTunes、Apple Music、Spotifyで「Caution!!」とカップリング曲「妹の恋人」を先行配信。
- 11月11日　あーやん、グーグールルの朝比奈るのと共にRadioBerry(FM栃木)『ギュウゾウとPinokkoの雷ヘッドライナー』にゲスト出演。Caution‼︎ラジオ初オンエア。
- 11月21日　「Caution!!」CD全国流通と高音質ハイレゾ配信開始。
- 11月23日　グーグールル、初のインストアCDリリースイベントを新宿タワーレコードにて開催。CD完売の大盛況。同日SHOWROOMにてクリスマスワンマンまでの期間限定配信『グーグールルのグーグールーム』開始
- 11月27日　へっぽこーず、初のシングル『へっぽこーず１st』発売。「おかえり」「あまごもり」「きっと気づいた」の計3曲収録。新宿パペラにてレコ発トーク＆ライブ＆サイン会を行った。黒のワンピース新衣装初披露。
- 12月12日　グーグールル、MEGURO SHIWASU＠目黒鹿鳴館にて８曲目のオリジナル曲『Give a Meow!』初披露。作詞：空五倍子、作曲／編曲：さいとうりょうじ。振付：ナンシー。
- 12月14日　THERE THERE THERESのツイキャスにて田中Dから12月31日に行われるAQBIカウントダウンスペシャルコラボの組み合わせが発表され、あーやんは朝倉みずほ(THERE THERE THERES)と組む事に。元々これはあーやんが「みずほとコラボしたい」という要望から出来た企画。
- 12月16日　グーグールル、IDOL ALTERNATIVE 忘年会SP@心斎橋SUN HALLにて９曲目のオリジナル曲『SOMEBODY ELSE』初披露。作詞：空五倍子　作曲／編曲：福井シンリ　振付：ナンシー
- 12月20日　グーグールル、Caution!!リリースイベント ミニライブ&特典会@ヴィレッジヴァンガード渋谷本店にて10曲目のオリジナル曲『Tear Off』初披露。読み方は「テアオフ」。作詞：空五倍子　作曲／編曲／Mix：福井シンリ　振付：YUKO
- 12月24日　グーグールル、新宿MARZにて初のワンマンLive『聖なるぐるぐるPARTY』開催。新曲『ARUKU』(作詞：空五倍子、作曲編曲：田中紘治　『rain rain』(作詞：空五倍子、作曲編曲：ken akamatsu)初披露。振付は２曲共ナンシー。12曲+アンコール2曲の完全オリジナル曲のみのLIve。来春アルバム発売と4月6日にぐーるる1周年記念LIVEを行う事が発表された(後日1周年記念LIVE開催日は4月13日に変更)
- 12月31日　あーやん、AQBI忘年会「AQBI DIG your JOY, YEAH!! -除夜-」@TSUTAYA O-nestにCLOCK & BOTANとグーグールルで出演

### 2019年
- 1月1日　あーやん、AQBIカウントダウン「Sunrise GIG 2019」＠TSUTAYA O-nestではへっぽこーず、朝倉みずほ(There There Theres)とのコラボ、そしてまたグーグールルで出演し大車輪の活躍を見せた。朝倉みずほとのコラボではかつてのBELLRING少女ハートの衣装で「ボクらのWednesday」「チャッピー」「サーカス&恋愛相談」「rainy dance」を披露して旧ヲタちゃん達を熱狂させた
- 1月6日　あーやん、DDD~Discovery iDol Depot~＠白金高輪SELENE b2にて4月13日(土)に渋谷WWW Xでグーグールル2ndワンマン「ぐるぐるアニバー↑サリー↑」の開催を発表
- 1月12〜13日　グーグールル初の札幌遠征。13日の昼にゼアゼアと一緒に大通り公園でランチェキの公開撮影が行われる予定だったが、あるヲタクの「メンバーが風邪を引くのでは？」のツイートを受け田中Dが中止を決定。しかしあーやんがヲタクの要望に応えるべく田中Dに直訴し、グーグールルだけ「1周年記念ワンマンLIVEのチラシ配りオフ会」を実現させた。
- 1月20日　グーグールル2ndワンマン「ぐるぐるアニバー↑サリー↑」のプレミアムチケット販売開始。前回ワンマン時の２倍チケット数を用意するも前回同様即時完売。
- 1月24日　へっぽこーず、なのちゃんそうちゃんへっぽこちゃん@新宿パペラにて、なの小夕子とのコラボ『#シーサイドメイト』(作詞作曲／なの小夕子)と、シバノソウとのコラボ『へっぽこーずのテーマ』(作詞作曲／シバノソウ)を初披露。『#シーサイドメイト』は初のダンス＆ラップ曲。『へっぽこーずのテーマ』はあーやんが「YUIっっぽい曲で」と依頼して作られた。
- 2月6日　「グーグールルのグーグールーム 2nd season」ツイキャスとSHOWROOMのダブル配信で開始
- 2月10日　Isn't it?@白金高輪SELENE b2の特典会にてグーグールル 1stワンマンライブ「聖なるぐるぐるPAR↑TY↑」のDVD発売開始
- 2月14日　グーグールル、メンバーお披露目から丸1年。50人限定トーク＆ライブイベント『ぐるぐるバレンタイン！』@渋谷Aurra実施。グーグールルはバンド編成で客からのリクエストで「CHE.R.RY」「 夏色」「小さな恋のうた」「MajiでKoiする5秒前」と、前日スタジオに入って練習した「バレンタイン・キッス 」を演奏。担当はあーやん(Vo.ギター) はるちろ(Vo.ウクレレ) はち(Vo.) るのちー(Vo.) 杏奈(Vo.) コマチ(Vo.キーボード)。入場特典として「告白ボイスCD」が無料配布された
- 3月9日　 IDORISE!! FESTIVAL 2019-NIGHT-(グーグールルで出演)のPickedの大サビであーやんが柵の上に立ち、客3人の頭を笑顔で叩く。これ以降Pickedの大サビで柵や客の上に立つのが一時期定番化した。この曲には思い入れが強く、LIVEの途中に泣き出す事がある
- 3月10日　藤宮コマチ生誕「まちまちこまち にじゅういち」＠青山月見ル君想フにて、あーやんと瀬戸杏奈(グーグールル)が2人でタイ旅行に行った模様を収録したDVD『ひみつのぐーるるちゃん 番外編 inタイ』発売開始。同時にタイで撮影してきたチェキも落書き入りで発売
- 3月12日　幻.no沖本蒼奈生誕祭 『沖本二十祭~本当は次の日なんだけどね~』＠新大久保 CLUB voiceにて、あーやんと沖本蒼奈(あおやん／幻.no)の"やんやんコラボ"が去年に続いて実現。曲はあおやんのリクエストでBELLRING少女ハートの『Pleasure~秘密の言葉~』と『GIGABITE』
- 3月13日　グーグールルの新衣装写真と1stアルバム『ぐるぐるチューンズ』が4月17日発売である事が発表された
- 3月22日　グーグールル、HAPPY GO IDOL 特別編～日中友好！ きたしん送別会～@新宿LOFTにて新衣装初LIVE
- 3月28日　グーグールル、4月17日発売予定の1stアルバム「ぐるぐるチューンズ」の中から『Picked』のMV公開。MV監督・撮影・編集：平井侑馬　スチール撮影：稲垣謙一
- 3月29日〜31日　グーグールル、初沖縄遠征
- 3月30日　あやコマ沖縄スキューバダイビングOFF会で、あーやん人生初のスキューバダイビング。アイドル甲子園 in 沖縄 ～output DAY2～ではメンバー全員がフロアに降りてのCaution!!や1stワンマン以来やってなかった「ARUKU」のNEWバージョン披露、さらに砂浜での特典会など楽しみ満載。
- 3月31日　沖縄遠征ラストの特典会後、サプライズで砂浜アカペラSOMEBODY ELSEを披露
- 4月2日　CLOCK & BOTAN デビュー2周年記念日。グーグールル × Loft cafe9 コラボレーションカフェ『ぐーるるカフェ』がOPEN。4/17発売のアルバム『ぐるぐるチューンズ』収録「picked」のMVをイメージ。店内には一部購入も可能なMV撮影現場の写真の展示も。メンバー考案の４種類のコラボメニューもあり。あーやんとるのちーペアは「夜の街に迷い込んだ少女の食べたパフェ」を考案。19日まで開催。
- 4月5日　あーやん誕生日
- 4月6日　柳沢あやの生誕祭～あーやんわっしょい～＠大塚Hearts+開催。あーやんはCLOCK & BOTANとグーグールルの他に、ようなぴ(ゆるめるモ!)とのコラボ、朝倉みずほとのベルハー曲コラボ、そしバレンタインイベントの時よりも本格的な「ぐーるるバンド」でCLOCK & BOTANのオリジナル曲(トゥインクル、リフレイン、グルーミィ)を披露(ボーカル＆ギター：柳沢あやの、ギター：遠藤遥、ベース：八屋ほのか、タンバリン：朝比奈るの、ドラム：瀬戸杏奈、キーボード：藤宮コマチ)。グーグールルでは『bronze』(作詞：空五倍子、作曲／編曲：田中紘治、振り付け：一花寿)、『Lyrical』(作詞：空五倍子、作曲／編曲：田中紘治、振り付け：ナンシー)の２曲を初披露。さらに、あーやんへの生誕メッセージ、沖縄オフショット、あやコマダイビングの一部、沖縄フロアライブの模様を収録した「ひみつのぐーるるちゃん vol.4」の販売開始
- 4月8日　グーグールルライブデビュー１周年記念日
- 4月13日　グーグールル１周年記念2ndワンマンライブ「ぐるぐるアニバー↑サリー↑」＠渋谷WWW X開催。新曲3曲を含むオリジナル曲17曲全てを披露。大盛況で幕を閉じた。新曲は「回路」(作詞：空五倍子／作曲：田中紘治、Loyly Lewis[ケンカイヨシ]／編曲：Loyly Lewis[ケンカイヨシ])、「YEAH RIGHT!!」(作詞：空五倍子／作・編曲：田中紘治)、「Inferno Dance」(作詞：空五倍子／作・編曲：福井シンリ／振り付け：ナンシー)。回路とYEAH RIGHT!!の振り付けはメンバー考案で今後変わる予定あり(回路は後に一花寿が担当)。6月に2ndシングル発売の発表もあり、回路が収録。写真とインタビューが掲載された24ページの１周年記念パンフレットが発売され、17日発売の全15曲収録1stアルバム「ぐるぐるチューンズ」も先行発売された。
- 4月14日　プレミアムチケット限定ひみつのお茶会＠池袋西口G-style開催。メンバーがメイド姿で登場し囲みチェキやクレープ作り、ぐーぐるビンゴやリクエストによるLIVEなどで客をおもてなしした。特典として2ndワンマンのリハーサル風景が収録されたDVDが配られた
- 4月17日　グーグールル1stアルバム『ぐるぐるチューンズ』発売
- 4月22日　あーやん、インフルエンザにかかる。本人曰く「19歳大学1年以来のインフル」
- 4月24日　あーやん、エクストロメ アウトストアイベント@大塚Hearts Nextをインフルエンザで欠席。グーグールル結成以来初めての休み。
- 4月26日　グーグールル『ぐるぐるチューンズ』、iTunes、Apple Music、OTOTOY(ハイレゾ)で配信開始。あーやん、OPC fes. -HEISEI LAST FRIDAY- @新木場STUDIO COASTでLIVE復帰
- 4月30日　グーグールル、GW10日間連続アイドルフリーライブ空-sora-@新宿マルイメン屋上野外ステージにて、第一部は雨予想だからと旧衣装の下に水着を着て、マイクを濡らしてはいけないので拡声器を使ってのLIVEを行う。Caution!!とSOMEBODY ELSEではメンバーがステージを降りてフロアを駆け回るパフォーマンスで大いに盛り上がった。第二部は平成最後の日という事で平成のJKギャルに扮装してのLIVE。特典会もその衣装で行い、平成最後のパー↑ティー↑を締めくくった
- 5月4日　グーグールル、サワソニ38キャンプ@西多摩おおばキャンプ村にてまたもCaution!!とSOMEBODY ELSEでステージを降りて客の中で歌い踊り駆け回るパフォーマンス。水鉄砲やシャボン鉄砲、捕虫網を持って踊ったり水風船をフロアに投げ込んだりとやりたい放題
- 5月5日　グーグールル、アルバム『ぐるぐるチューンズ』リリースイベント@ヴィレッジヴァンガード渋谷本店にて、こどもの日という事であーやんとコマチは幼稚園児、はちとるのちーは赤ちゃん、杏奈はランドセル小学生、はるちろは体操着小学生に扮してパフォーマンス。リリースイベントで4月30日第一部の7曲を上回る40分8曲を披露。さらにラストのSOMEBODY ELSEではアルバムタイトルの『ぐるぐるチューンズ』にちなんでメンバー全員で「ぐるぐるバット」をして歌うという奇抜なアイディアで会場を沸かせた
- 5月6日　グーグールル、ギュウ農フェス春のSP2019 怪物音響オクタゴン is BACK！@新木場studio coastで野外ステージでのパフォーマンス。Picked[9]ではあーやんと杏奈が片柵片足リフトで絶唱した
- 5月22日　グーグールル1st Full Album 「ぐるぐるチューンズ」がレコチョク、Spotify、LINE MUSIC、AWA等ダウンロード、サブスクリプション全てのサイトで利用可能に
- 5月25日　あーやん、NILKLYお披露目＆平澤芽衣生誕『NIL BY MEI』＠渋谷WOMBにて、ヘソ出しクマのコスチュームで平澤芽衣(元There There Theres/現NILKLY)と「今夜だけ浮かれたかった」(つばきファクトリー)と「kiss me 愛してる」(℃-ute)のカヴァー曲をコラボ
- 5月30日　BELLRING少女ハートとヲタちゃんを題材に描かれた読み切り漫画『アガペー』が収録された真鍋昌平短編集『アガペー』(小学館刊)発売。この作品のメインキャラ、アイドルグループ「HELLRING乙女パート」の柿沢あやかはあーやんがモデル。
- 6月1日　あーやん、ミュージックパーク ～Girls＆Music Theater～＠渋谷ストリームホールで目の不調により着席＆ハート型サングラスでのLIVE参加。次の日6月2日のMARQUEE祭mini vol.20＠渋谷 TSUTAYA O-nestでは脚立＆サングラスで参加
- 6月8日　グーグールル、集団感染 vol.3＠渋谷 TSUTAYA O-nestにてジュビリーを生バンドで披露。ぐーるる初の生バンドでのパフォーマンス。
- 6月13日　グーグールル、FIFTY-FIFTY LIVE＠渋谷eggmanから八屋ほのかが休養
- 6月22日　グーグールル、第2回宇都宮タイフェスティバル＠オリオンスクエアにて着席観覧だった為にあーやんが観覧エリアの椅子やテーブルに乗ったりメンバーが走り回っての笑顔のパフォーマンスで場内を沸かせた
- 6月29日　グーグールル、リリイベミニライブ&特典会@HMVエソラ池袋にて『M.M.D.』初披露(作詞／作曲／編曲：福井シンリ、振付：西田一生)。M.M.D.とは「More More Dance」の略。CD予約特典(ぐーるる券5枚)でメンバーの七夕の願い事が入ったCD-R配布開始
- 6月30日　グーグールル、『回路』『M.M.D.』をiTunesとApple Musicにて先行配信開始
- 7月3日　『回路』『M.M.D.』、OTOTOYでも通常版とハイレゾ版の配信開始
- 7月5日　エクストロメpresentsアウトストアイベント！@大塚Hearts Nextにて「ぐーるる券20枚(CD20枚分)でメンバーとぐるぐるバット対決(勝者には浴衣プリクラと全チェキにサイン)」を受付開始するも参加者はゼロ。
- 7月6日　グーグールル。七夕花火オフ会が開かれる予定だったが予報が雨だった為、高円寺パンディットにて浴衣トーク＆ゲーム会に急遽変更。メンバーがマリオカートなどで対戦した。
- 7月10日　2ndシングル『回路』発売。ダウンロード、サブスク、ハイレゾ音源各社でも配信開始。グーグールル シングル 『回路』 発売記念イベント@新宿マルイメン屋上にてまたもメンバーがフロアに降りてのパフォーマンス。あーやんはラストのSOMEBODY ELSEでフロアでぐるぐるバット披露。特典会でぐるぐるバット対決参加者１名。はるちろと対決して見事勝利。
- 7月15日　グーグールル『回路』発売記念ミニライブ&特典会@HMV＆BOOKS SHIBUYAにて白のトップス＆デニムのショーパン＆メンバーカラーのバンダナという夏らしい特別衣装でのパフォーマンス
- 7月20日　グーグールル、藤宮コマチの家から餃子パーティーをツイキャス。３時間以上のまったり配信
- 7月28日　グーグールル、浴衣 de OFF会＠世田谷公園で花火オフ会のリベンジ。
- 7月29日　グーグールル、回路インストアイベント ミニライブ＆特典会＠ヴィレッジヴァンガード渋谷本店で清楚な女子中学生のコスプレで登場
- 8月3日　アイドルが星ですからね、オタクがそれを観測しにくるみたいな＠新宿LOFTにて、あーやんアイドル活動９周年のお祝い
- 8月8日　グーグールル『回路』MV公開
- 8月12日　ちろフェス2019～サマーパー↑ティー↑～＠高円寺HIGHにて、ちろフェスで2年連続行われてきたあーやん(タンバリン/Vo.)、はるちろ(ウクレレ/Vo.)、ゆり丸(ギター／/Vo.)のユニットが今年も結成。演奏する夏色にちなんでユニット名を「サマーカラーズ」にした事を発表
- 8月16日　グーグールル、シングル「回路」発売記念イベント＠新宿マルイメン屋上にて浴衣でミニライブをやる予定が台風による強風の為中止。特典会ではヨーヨー釣りや射的を開催
- 8月18日　あーやん、ぐーるるニルクライの道頓堀散策＠御津公園(三角公園)を体調不良の為欠席
- 8月24日　グーグールル、＠JAM EXPO初出場
- 8月30日　グーグールル、シングル『回路』発売記念イベント@新宿マルイメン屋上にて新アー写衣装披露およびパフォーマンス。１度きりの予定だったが好評につき9月1日の大阪遠征の２ステージでも同衣装でパフォーマンスを行った
- 9月8日　グーグールル&NILKLY合同トーク・チェキ会＠高円寺パンディットはOLスーツのコスプレでチェキ会。新曲「My Lucky Star」音源初披露
- 9月10日　グーグールル、ボウリングー！オフ会開催。優勝はあーやんチーム。
- 9月15日　グーグールル、DDD 3rd ANNIVERSARY@白金高輪SELENE b2にて3rdシングル『ミ・セ・テ！』発売決定と東名阪ツアーの開催を発表。『ミ・セ・テ！』は福井シンリによる表題曲『ミ・セ・テ！』と、さいとうりょうじによる『My Lucky Star』のキャッチーでアップテンポなHOUSEナンバー2曲収録。作詞は2曲共に空五倍子。先行配信が10月9日。正式発売が10月23日。そして東名阪ツアーに向けてCaution!!のライブ動画(るのちー生誕映像)を公開。
- 9月16日　グーグールルのあなたも具ぅー、私も具ぅー、みんなで具ぅー、豚汁パー↑ティー↑＠大塚Hearts Nextにて割烹着を着ての50分LIVE。チェキ会ではメンバーがよそった豚汁１杯が食べられる特典(1T)が付いた
- 9月18日　グーグールル、ニコニコ生放送 IDOL AND READチャンネル vol.22に出演
- 9月21日　グーグールル、新型感染経路＠TSUTAYA O-nestにてCHAOSMARKETのスタイリング限定衣装でパフォーマンス。『My Lucky Star』初披露。振り付けはナンシー。
- 10月5日　グーグールル、ギュウ農フェス秋のSP 爆音大収穫祭 road to2020＠新木場STUDIO COASTのメインステージに初登場。ニコ生でも中継され、センターウーハーも使ったレーザー飛び交うステージでの全力パフォーマンスにフロアが沸いた
- 10月6日　へっぽこーず結成２周年
- 10月9日　グーグールル3rdシングル『ミ・セ・テ！』『 My Lucky Star』がiTunesとApple Musicで先行配信スタート。ジャケット写真も初公開
- 10月16日　3rdシングル『ミ・セ・テ！』が各ダウンロード、サブスク、ハイレゾで配信スタート
- 10月20日　杏ちゃん生誕～ハピハピハピバ！＠青山月見ル君想フにてあーやん＆はるちろ＆杏奈でスマイレージの「夢見る15歳」を『夢見る22歳』に変えてカヴァーコラボ。グーグールル、新衣装及び「ミ・セ・テ！」初披露。振付：ナンシー。新衣装はでんぱ組.incや虹のコンキスタドールの衣装を手がけるデザイナー、Merlin Hiratoが制作
- 10月21日　4月に好評だったLOFT9 Shibuya内のカフェ・Cafe9とのコラボ第二弾『ぐーるる SHOW ME！カフェ』オープン。メンバーそれぞれが考案した美味しい可愛いメニュー5種類が飲食出来る他、店内にはグーグールルの楽曲が流れ、歴代の衣装や「あなたのグーグールルをミ・セ・テ！」と題してファンから集めた写真の展示。さらにファンが応援メッセージを書くことができるボードなども設置。あーやん考案のメニューはローストビーフをハート形に盛り付けした「情熱のローストビーフ丼」値段1050円。11月10日まで開催。
- 10月23日　グーグールル『ミ・セ・テ！』 & NILKLY『Odyssey』発売記念合同イベント@新宿マルイメン屋上にて3rdシングル『ミ・セ・テ！』手売り発売。店頭販売は30日に延期
- 10月25日　あーやん、ニコニコチャンネル『TIFチャンネル』の「TOKYO IDOL 発掘中」に朝比奈るのと共に出演。群青の世界とクイズ、画力、ダンス、表現力で対決。結果は負けたが〝こってりキャラ〟で大いに笑わせた
- 10月26日　グーグールル、シングルひっさげ東名阪『ぐるぐるSHOW ME!ツアー』初日を東京・代官山UNITで開催。オリジナル曲20曲全て歌う最高のパー↑ティーで大いに盛り上がりツアーの幕を開けた
- 10月27日　「ぐるぐるSHOW ME！ツアー」アフターイベント企画 グーグールル×めいどりーみんコラボカフェ@めいどりーみん秋葉原LIVE RESTAURANT Heaven'sGateにて、めいどりーみんのメイド服のメンバーがお給仕＆LIVE
- 10月30日　グーグールル、『ミ・セ・テ！』発売記念ミニライブ&特典会＠HMV&BOOKS SHIBUYAにてメンバー全員ゾンビの格好でパフォーマンス。あーやんは血塗れ水兵ゾンビ。
- 11月3日　グーグールル、Hearts＋ presents秋のYOIMACHIにて、動くBUSの中でLIVEパフォーマンスをする「BUSステージ」で6曲披露
- 11月4日　グーグールル、法政大学学園祭「第8回アイ文研アイドルライブ」@市ヶ谷キャンパス正門前ステージに出演。ぐーるる初学園祭LIVE。
- 11月9日　グーグールル、昼に3rdシングル「ミ・セ・テ！」リリース記念イベント＠TSUTAYA EBISUBASHIにて室内インストアイベントにもかかわらずメンバーがフロアに降りてCaution!!とSOMEBODY ELSEを披露。観客と一体となり盛り上がった。曲中、あーやんは客の手を引いて誘導。理由は「綺麗な(観客の)円を作りたかった」。夜はシングルひっさげ東名阪『ぐるぐるSHOW ME!ツアー』大阪を心斎橋FANJにて開催。お立ち台を有効に使ったパフォーマンスと大阪ネタのMCなどで魅了した
- 11月10日　グーグールル、大阪Bar e Trattoria QUATTROにて「ぐーるるちゃんと💫みんなでタコパ！🐙の会」開催。ロシアンたこ焼きとした中心にアットホームな雰囲気のオフ会。イベントの最後にサプライズでたこ焼きVer.振り付けのCaution!!を披露するサービスぶり
- 11月12〜15日　あーやん、グーグールルの瀬戸杏奈とセブ島にプライベート旅行
- 11月20日　グーグールルの3人(朝比奈るの、瀬戸杏奈、藤宮コマチ)が名古屋にてワンマンLIVEのビラ配り＆チケット販売。ツイキャスで生中継され、あーやんとはるちろは途中で東京から2画面配信。大須若宮広場で3人がミ・セ・テ！とPickedをゲリラライブした
- 11月20日　グーグールル、新宿マルイメン屋上にて「ミ・セ・テ！」のリリースイベントを行う予定が雨の為ミニライブが中止になり特典会のみに。勤労感謝の日前日という事でメンバーは色々な職業のコスチュームに。あーやんはナース。レギュレーションで今回特別に「肩たたき」が追加
- 11月20日　あーやん、MELLOW MELLOW定期ライブ ＃5＠TSUTAYA O-Crestにて別バージョン衣装初披露。メンバーの自宅が観れるMV「ミ・セ・テ！」公開。監督・撮影・編集：平井侑馬
- 11月25日　あーやんがツイッター上で「#ミセテで始まる素敵な朝」のタグを付けてミ・セ・テ！MVの鑑賞を呟くよう提唱
- 11月30日　シングルひっさげ東名阪『ぐるぐるSHOW ME!ツアー』のツアーファイナル名古屋編をHOLIDAY NEXT NAGOYAにて開催。かつてのレパートリー「shout!!!」が約1年10ヶ月振りに復活。ワンマンはおろかLIVE自体初の名古屋で盛況な客入りで大いに盛り上がり、ツアーは大成功で幕を閉じた。セブ島チェキがこの日からランチェキに混入開始
- 12月1日　グーグールル、秋のぐるぐるミニ運動会！@庄内緑地開催。あーやんはチーム対抗戦に負けて地面に寝転がって悔しがり大いに負けず嫌いっぷりを発揮した
- 12月6日　12月12日の「ぐるぐるアフターパー↑ティー↑〜あーやん盟友大集合SP〜＠大塚Hearts NEXT」が開催発表。出演はグーグールル、カイ、ATOMIC MINISTRY(朝倉みずほ)、レーレ（MIGMA SHELTER）、へっぽこーず、と元BELLRING少女ハートのメンバーが名を連ねた
- 12月12日　ぐるぐるアフターパー↑ティー↑〜あーやん盟友大集合SP〜＠大塚Hearts NEXTにて約11ヶ月振りのへっぽこーずLIVE。2人だけでの「へっぽこーずのテーマ」は初披露。コラボはあーやん、朝倉みずほ、カイ、レーレ、藤城アンナの元BELLRING少女ハートメンバーが「UNDO」「the Edge of Goodbye」を披露し、フロアはかつてのベルハーLIVEを彷彿させる圧縮、リフト、サーフ、モッシュで狂喜のるつぼと化した。その次のグーグールルLIVE中にあーやんが、アイドル活動10周年という節目の来年12月にグループを卒業＆アイドル引退、CLOCK & BOTANの活動再開とスタッフとしてグーグールルのプロデュース等をしていく事を発表した[10]
- 12月25日　あーやん、AQBI合同クリスマス☆キャロル 『After the rain』 リリースイベント』@渋谷マルイにて、グーグールルの出番に間に合わず。その後はミニスカサンタのコスチュームで参加
- 12月31日　グーグールル、AQBI DIG your JOY, YEAH!! 2019@大塚Hearts NEXTで曲交換コーナーにてMIGMA SHELTERのJointをカヴァー。その後40分のLIVE、AQBIREC所属アイドル総出演でPickedを披露。あーやんが久しぶりに人の上を歩く＆サーフ。その後の年越しイベントSunrise GIG 2020@大塚Hearts NEXTではサプライズでCLOCK & BOTANが登場。最初の「go to blues by train」でまた人の上を歩き、計4曲披露。グーグールルではスケ番スタイルで登場。氣志團の「ワンナイトカーニバル」のカヴァー他、計4曲披露。

### 2020年
- 1月1日　年越しイベントSunrise GIG 2020@大塚Hearts NEXTでカウントダウン後にasthmaが流れ、あーやん他未成年を除くAQBIREC所属アイドルの有志が熱唱。特典会は寝てしまった為あーやん不参加
- 1月2〜10日　グーグールルのLIVE３現場を体調不良で休み
- 1月11日　音楽的偶像＠新宿MARZにてLIVE復帰
- 1月12日　Pop'n Party@新宿LOFTで特典会にも復帰
- 1月20日　ツイッターにて子犬のトイプードルの映像と画像を載せ、飼い始めた事を発表。雄のティーカッププードルで名前は「Jr.(ジュニア)」。2019年11月15日生まれ。
- 1月21日　群青の世界主催『青のポラリスvol.3』＠TSUTAYA O-nestを体調不良で休み
- 1月25〜26日　グーグールル、初の福岡遠征
- 2月4日　2018年11月2日Lotus 01＠目黒鹿鳴館以来の主催パー↑ティー↑、KEEP ON GLGLOOVE＠渋谷WWWにて、グーグールルが3月に新曲を配信する事を発表。さらにあーやんがプレイヤーに徹する為にリーダーを辞め、2代目のリーダーに瀬戸杏奈がなる事を発表。この日からリーダー交代。さらに藤宮コマチが4月で脱退＆事務所も辞める事を発表。
- 2月17日　あーやんと杏奈のバレンタインクッキングツイキャス配信。あーやんの家から配信するもあーやんは前の用事が押して不在。よってお菓子作りに慣れていない杏奈が1人で奮闘。途中からあーやんが参加して結局4時間超えの長配信に。それでもお菓子は完成せず。ちなみにお菓子は熊のクッキーと肉球のグミ。
- 2月18日　あーやん、ライブアイドルのリーダー論4＠高円寺パンディット(トークイベント)に現リーダーの杏奈と出演。出演依頼があった時はまだリーダーを辞める事を主催者に伝えていなかった。「リーダーの仕事とは」「リーダーしんどいな!と思う時」「リーダーとして達成感を覚えた思い出」「理想のリーダー像は」などを語った。まだお菓子が完成しておらず、イベントをやりながらの製作になった。そのお菓子は特典会で囲みチェキを撮った参加者に配られた。
- 2月29日　グーグールル、ぐーるるリモートライブ！みんなで早起きモーニングー＠某所レッスンスタジオをツイキャス配信。2回目は3月14日に行われた。
- 3月20日　あーやん、ENGAG.ING定期公演『やさしいせかいへようこそ♡ vol.1』@高円寺HIGHにて貧血の為グーグールルのLIVEに最初から間に合わず残り2曲から参加。特典会は座ったまま行った。さらにtwitter上で4月12日(日)に高円寺HIGHで「柳沢あやの生誕祭〜あーやんJr.すまいるピピピ〜」を開催する事が発表された
- 3月21日　グーグールル、あおやん生誕祭321@渋谷GAMEにて新曲『HAPPY DUST』初披露。作詞作曲：福井シンリ／振り付け：ナンシー。そして3年連続のやんやんコラボ(あーやん＆沖本蒼奈)では夏のアッチェレランドを披露した
- 3月22日　グーグールル、『アイドル甲子園 in 新宿BLAZE』に出演。これ以降、予定していたLIVEイベントが新型コロナウイルス感染拡大防止の為全て中止または延期に
- 3月30日　4月12日に予定していたあーやん生誕が新型コロナウイルス感染拡大防止の為に延期決定
- 3月31日　あーやんの愛犬Jr.がInstagramを始める。(のちに“柳沢あやの＆Jr.”に改名)
- 4月1日　グーグールル、インスタ配信開始。1回目はあーやん×杏奈、はるちろ×杏奈
- 4月2日　CLOCK & BOTAN 3周年
- 4月4〜5日　あーやんがメンバー1人1人と喋る「あーやん誕生日カウントダウンインスタライブ」配信(最後は1人でツイキャス)。あーやん生誕やグールル2周年LIVEが6月開催になった事、へっぽこーずの新グッズが5月に発売予定、あーやん生誕でぐーるるバンドをやる事、アイドル卒業後に新ユニットを組む事(アイドルでは無い／相手は秘密／まだ決定ではない)などを発表。
- 4月5日　あーやん誕生日。ぐーるる、ギュウ農フェス春のSP2020 〜無観客生配信フェス〜 "IDOL is STILL ALIVE"＠新木場studio COAST(無観客／ニコニコ生放送配信)にて「CRAZY BUT GENIUS」初披露。作詞作曲：福井シンリ／振付：根間友佳里。あーやん、ツイキャスで「いかれたbaby」「或いはドライブミュージック」の弾き語り。
- 4月8日　グーグールル2周年。ぐーるる2周年記念ツイキャスで初の5画面生配信
- 4月12日　あーやん、インスタLIVEでドールメイクに挑戦
- 4月24日　グーグールル、通販で映像特典＆サイン付き写真集とメンバー別の選べるランチェキセット発売開始。ランチェキセットは即完売。へっぽこーず、インスタライブ飲み会開催。途中からあーやんが酔っ払って横になってしまい、画面に出ないまま配信が終了。2時間後に行われる予定だった〆の配信はあーやんがそのまま寝てしまった為に行われなかった
- 4月26日　グーグールル、4thシングル「ハッピーダスト／CRAZY BUT GENIUS」(インターネット撮影会チェキ券付き)デジタル版発売。CD発売は無し。夜にはYOUTUBEにて藤宮コマチのグーグールル卒業生配信が行われ、休み中の八屋ほのかを除く5人が出演。インターネット撮影会も生配信された
- 4月28日　へっぽこーず、グッズであーやんの手作りマスクを数量限定で受注販売開始するも即完売
- 4月29日　あーやん、元BELLRING少女ハートの朝倉みずほ(ATOMIC MINISTRY)と初のインスタコラボ配信
- 5月14日　へっぽこーず、藤城アンナ画のイラスト入りTシャツ、ウエストポーチ、ステッカーをBASEで発売開始
- 5月18日　グーグールル、初のZOOM特典会開催。トップバッターはあーやん
- 5月19日　へっぽこーず、あーやんの部屋で2人でグッズ発送の梱包＆宛名書きをする様子をインスタで生配信。2人が写ったランダムチェキも販売。
- 5月23日　公式YouTubeチャンネル『ぐーるるチャンネル』にて「＼お家でパー↑パーティー↑／グーグールームvol.0」配信。主にあーやんが配信の設定や画面製作を担当。この日のテーマは「絆チェックゲーム」。週1回の配信。
- 5月24日　朝、あーやんがパジャマ姿で計2時間半以上のゲリラツイキャス。アイドルではなく“かわいいただのOL”としての配信。夜はグーグールルメンバー手作りの個人グッズ販売。全員分が数分で完売。あーやんのグッズは「Jr.君分身キーホルダー(ランチェキ付き)」。
- 5月31日　あーやん、ツイキャスで初のタロット占い配信。占い師ネームは『ノアーヤ・ワサギナヤ』。結構当たってると好評。
- 6月1日　あーやん、早朝と夜の1日2回の合計4時間を越えるツイキャスゲリラ配信。夜は朝倉みずほがお泊まりに来る為の部屋のお片ずけ配信。
- 6月3日　前日からあーやんの家にお泊まりに来ていた朝倉みずほとたこ焼きパーティーツイキャス。前半はあーやん、後半はみずほのツイキャスから配信。最初なかなか焼けなくて苦戦するも途中でプレートが2枚重ねだった事が判明して後半無事に焼けた
- 6月5日　AQBI ONLINE STOREからCLOCK & BOTANのシングルCD『グルーミィ』『リフレイン』があーやんの手描きメッセージ＆イラスト付きでデジタル販売開始
- 6月13日　グーグールル、朝比奈るの生誕配信。その後あーやんが自宅から飲酒ツイキャス。画伯の名前を返上する為に絵を描いたりベルハーの頃と今の違いや今後の活動予定やラジオに出ない理由など色々語り、最後は歌唱で締めた
- 6月14日　あーやん、初の料理ツイキャス。作ったのはティラミスパンケーキ。表面が焦げたが無事美味しく完成。その後なぜかギャルメイクを始めて配信終了。
- 6月19日　あーやん、元BELLRING少女ハートの仲野珠梨と飲食店からツイキャス配信
- 6月20日　あーやん、ドンキホーテで購入したかき氷製造マシンを初めて使うかき氷配信
- 6月29日　あーやん、ツイキャス配信中に寝てしまい事務所の社長により強制終了。翌日禁酒宣言をする。
- 7月4日　グーグールル、ギュウ農フェス春のSP2020 〜無観客生配信フェス〜 "IDOL is STILL ALIVE以来実に３ヶ月振りに『ソノウチ』にて無観客配信LIVE。藤宮コマチ卒業後初のLIVE。終了後にインターネット特典会も行われた。
- 7月11日　あーやん、ようなぴ(ゆるめるモ!)との配信を含む1日4回のツイキャス配信
- 7月20日　あーやん、通常の朝ツイキャスに続き在宅勤務の様子を生配信
- 7月24日　グーグールル、2019年に行われたワンマン2公演 「ぐるぐるアニバー↑サリー↑」と「ぐるぐるSHOW ME！ツアー・東京公演」の映像ダウンロード販売開始。グーグールル初のメンバー卒業LIVE、藤宮コマチ卒業・ぐるぐる★プロムナイト！＠渋谷O-nestがYouTubeのAqbiRec公式chにて無観客無料配信。現時点でのオリジナル持ち曲22曲全てをやり切った。あーやんは目眩等の体調不良により休み。それでも本人は出るつもりでいたが田中ディレクターに止められた。その代りステージにはあーやんの写真付きマイクスタンドが登場。LIVE中メンバーにイジられまくった。
- 7月27日　あーやん、グーグールルのブログ(ぐるぐるぐーるる)にて円錐角膜やメニエール病などの持病を告白し、寝落ち配信の事やコマチ卒業LIVEを休んだ理由、そして周囲に対する思いを書いたブログ(タイトル『メンヘラ』)を掲載
- 8月1日　あーやんアイドル活動10周年。コマチ卒業LIVE欠席の為延期になっていたあーやんのオンライン特典会開催
- 8月9日　藤城アンナのLINE LIVEにてへっぽこーずが泊まるホテルの部屋から雑談配信。この日2人でナイトプールに行って撮った水着ランチェキの販売を予告。ちなみにあーやんの水着は白。
- 8月10日　ギュウ農フェス夏のSP2020 IDOLisBACK＠新木場STUDIO COASTにてあーやんがグーグールルで7月4日以来のLIVE復帰。有観客としては実に約4ヶ月半(141日)ぶりのグーグールルのLIVE。CRAZY BUT GENIUSは観客の居るLIVEで初披露。さらにイベントのエンディングに、まお(せのしすたぁ)、amiinA、なでしこ(ヤなことそっとミュート)、安藤楓(Devil ANTHEM.)と共に登場。ギュウゾウ氏の誕生日を祝った後、総勢30組のアイドルが歌うギュウ農フェス応援ソングをサプライズ発表。あーやんもグーグールル代表でソロ参加。さらに参加アイドルを募集し後日楽曲とミュージックビデオを発売予定。売り上げは全額ギュウ農フェスに寄付される。[11]
- 8月16日　へっぽこーず、２ショット水着チェキとあーやんソロ水着チェキを販売。3分で完売
- 9月4日　愛犬Jr.の体重が２kgになった事をTwitterで報告
- 9月6日　グーグールル残暑お見舞いグッズ通販開始。あーやんは浴衣ランダムデコチェキとボイス付き水着チェキ。
- 9月18日　グーグールーム「ロシアンたこ焼きパー↑ティー↑🐙」をあーやんの自宅から生配信
- 9月21日　あーやん、AqbiRec所属7周年
- 9月27日　渋谷WWWでカイ(えんがわ／new fashion food／元BELLRING少女ハート／元THERE THERE THERES)の芸能界ラストワンマンLIVE「to LA」が行われ、その第二部であーやんが語るカイと最初に出会った時の話や尊敬できる所などのビデオメッセージが上映された。[12]カイはあーやんと同じ日にAqbiRecに入った唯一の同期。
- 10月3日　グーグールル、４人体制では初の無観客ワンマンLIVE『グー！夏パー↑ティー↑』を生配信。この日4人での振り入れ曲が一気に6曲増え、約1時間30分で全16曲。前半は甚平姿、後半はアロハ姿でのパフォーマンス。途中メンバー考案の絵日記コーナーやスイカ割りならぬ風船割りがある等、10月なのにグールルならではの楽しい夏の演出で2020年の夏を終わらせた。
- 10月6日　へっぽこーず結成3周年
- 11月1日　グーグールームにて1日遅れのハロウィンパー↑ティー↑配信。あーやんは病みシスターのメイクコス。翌日にはチェキも発売された
- 11月8日　グーグールル、去年に続き法政大学の学園祭LIVEステージに出演。しかし新型コロナ感染拡大防止の為に出演者非公開で学生と関係者のみの観覧、そしてLIVEはステージ上に飛沫防止シートとフェイスガード付きマイクで行われた。11日に公式ツイッターにて出演していた事が公表された。
- 11月15日　あーやんの愛犬Jr.(ジュニア)１歳の誕生日
- 11月27日　12月20日に鶯谷・東京キネマ倶楽部にて昼は対バンLIVE、夜はグーグールルワンマンの二部制であーやんの卒業LIVEが行われる事が発表された。グーグールルのワンマンには卒業した藤宮コマチも数曲参加が決定[13]
- 11月29日＆12月13日　あーやん、RADIO BERRY(FM栃木)『ギュウゾウとPinokkoの雷ヘッドライナー』に朝比奈るの(グーグールル)と共に2回に渡りゲスト出演。これまでのアイドル活動の思い出などを語った。卒業前最後のラジオ出演。
- 12月12日　グーグールル、ぐるぐるバースデイ 合同生誕祭ライブ 1部〜るの＆杏奈〜＠TSUTAYA O-nestにて新曲『GOOD LUCK』(作詞／メロディ作曲：kiarayui 作曲／編曲：ken akamatsu Mix：Asami Takeda 振付：ナンシー)、『LAST OUT』(作詞／作曲／編曲／Mix：福井シンリ 振付：ナンシー)を初披露。2部〜あやの＆はるちろ〜にて『Spike your heads』(作詞／作曲／編曲／Mix：福井シンリ 振付：ナンシー)を初披露。あーやんは2部のソロパートで夏のアッチェレランド、go to blues by train、グルーミィ、さらにはるちろとコラボではるちろ生誕ではお約束の『夏色』を披露。CLOCK & BOTANの曲を生披露したのは去年の大晦日ぶり。物販では田中Dデザインの合同生誕Tシャツと写真集『ぐーるるちゃんのおいたち』が発売。ぐーるるちゃんのおいたちはメンバーの子供時代の写真と、現在の姿でなるべく再現した写真を並べた間違い探し的な写真集。さらに約9ヶ月振りの囲みチェキ会開催。
- 12月20日　『ギュウ農フェスPresents グーグールル柳沢あやの卒業公演「AYN」＠東京キネマ倶楽部』開催。1部はようなぴ(元ゆるめるモ！)、爆裂女子-BARST GIRL-、ATOMIC MINISTRY(元BELLRING少女ハート・朝倉みずほ)とグーグールルの対バン。朝比奈るのは数日前に急性扁桃炎にかかり大事を取って欠席。2部はグーグールルのワンマンパー↑ティー↑。朝比奈るの復帰で新曲初披露を含むオリジナル持ち曲26曲を全披露。その内7曲に元メンバーの藤宮コマチが参加。新曲は「Mermaid」(作詞：空五倍子 作/編曲：田中紘治 Mix：Asami Takeda)で、あーやんは最初で最後のステージ披露。LIVE終了後は約9ヶ月振りの個別チェキ会も開催。そして物販ではあーやん卒業記念Tシャツと歴代衣装チェキ入りの5曲入CD-R(LAST OUT、GOOD LUCK、Spike Your Heads、Crazy But Genius、ハッピーダスト)販売。Crazy But Geniusとハッピーダストはコマチ在籍中録音の5人Ver.。
- 12月21日　あーやん、アイドル活動最後となるZOOM特典会開催
- 12月28日　AYNで販売されたCD-Rが『アイドル三十六房 R-グランプリ2020』の第5位に選ばれ、通販の注文が増える

### 2021年
- 1月11日　12日夜に開催が予定されていた『ニューようなぴイヤー！2021 〜あーやんようなピピピ新年会〜 ＠恵比寿Time Out Cafe&Dinner』が2度目の緊急事態宣言発令の為30日の夕方に変更
- 1月30日　ニューようなぴイヤー！2021〜あーやんようなピピピ新年会〜＠恵比寿Time Out Cafe&DinnerにトークとLIVE演奏で出演。グーグールルを卒業してからは初のステージ。トークではようなぴとアイドル時代の話や卒業した後の話、今年はアルバム制作に力を入れる等を語り、LIVEはCLOCK & BOTANとしてオリジナル曲2曲とベルハー曲4曲を披露。夜にはBASE『あやのはうす』を開店。チェキとハガキを販売したが20分程で完売した
- 2月20日　春が来る前に〜再・あーやんようなピピピの巻〜＠六本木VARIT.出演。今回は前回やらなかったカヴァー曲(なごり雪、スナメリ、いかれたBaby)を含む全7曲を披露。これから本格的な充電(アルバム制作)期間に入り、次のLIVEは5月以降になるとの事。
- 2月21日　あやのはうす2月分(バレンタイン)販売
- 2月27日　YOUTUBE動画「春が来る前に〜あーやんようなピピピの巻アフタートーク」公開
- 3月4日　グーグールルのツイキャスにてメンバー3人と田中ディレクターが4月18日の東京studio W(渋谷WOMB)でのワンマンライブ『えんもたけなわ！』をもって解散する事を発表。今まで謎だったグーグールルの名前の由来が「最初は外国の女の子の名前をイメージして。後はこじつけでレコードの回転っぽい」である事を田中Dが公表。そして現メンバー3人を含む新グループを7月までに結成する事も発表。あーやんはツイキャスの中で「ハッピーで溢れた最高に楽しい空間を期待してますー！」とコメント。[14]
- 3月6日　あーやんのレコーディング風景も収録されているギュウ農フェス応援ソング「Arise-それぞれの場所へ-」Official MV公開。さらに翌7日から音源がOTOTYにて限定配信された
- 3月13日　1週間前から入院している事をあーやん本人がツイッターにて報告
- 4月2日　CLOCK & BOTAN 4周年
- 4月5日　あーやん誕生日
- 4月18日　グーグールルお開きパー↑ティー↑『えんもたけなわ！』＠渋谷Studio W(WOMBLIBE)開催。これをもってあーやんが作ったグーグールルが解散。あーやんは数日前に退院していて会場でラストステージを見届けた。
- 4月21日　2019年4月6日の『柳沢あやの生誕祭～あーやんわっしょい～』＠大塚Hearts+の時に、顔が可笑しく歪んで撮れてしまったパノラマ写真を朝比奈るの(グーグールル)が再度ツイッターに載せた所バズり、ニュースサイトで取り上げられた[15]

## 書籍
- 週刊朝日 (2017年6月2日)
- 別冊IDOL FILE BIKINI 2018 (2018年6月29日)
- Top Yell NEO 2018 AUTUMN(2018年9月29日)